# Vixen (album)
| Recensione | Giudizio |
| ---------- | -------- |
| AllMusic   |          |

Vixen è il primo album in studio del gruppo musicale statunitense Vixen, pubblicato nel settembre 1988 dalla EMI.

## Tracce
1. Edge of a Broken Heart – 4:24 (Richard Marx, Fee Waybill)
2. I Want You to Rock Me – 3:30 (David Cole, Janet Gardner)
3. Cryin' – 3:32 (Jeff Paris, Gregg Tripp)
4. American Dream – 4:19 (Jon Butcher)
5. Desperate – 4:16 (Jan Kuehnemund, Brian Miku, Leah Santos)
6. One Night Alone – 3:50 (Paris, Tripp)
7. Hell Raisers – 4:27 (Scott Metaxas, Kenneth Dubman, Spencer Proffer, Vixen)
8. Love Made Me – 3:18 (Michael Caruso, John Keller, Marcy Levy)
9. Waiting – 3:11 (Gardner, Kuehnemund)
10. Cruisin' – 4:24 (Gardner, Kuehnemund, Keith Krupp)

Traccia bonus nelle edizioni CD e MC
1. Charmed Life – 4:05 (Paris, Tripp)

Traccia bonus nell'edizione giapponese
1. Give It Away – 3:32 (Geoff Leib, Michael Thompson)

## Formazione
Vixen
- Janet Gardner – voce, chitarra ritmica
- Jan Kuehnemund – chitarra solista, cori
- Share Pedersen – basso, cori
- Roxy Petrucci – batteria, cori

Altri musicisti
- Derek Nakamoto – tastiere
- Richard Marx – tastiere (traccia 1)
- Vivian Campbell – chitarra (traccia 5)

Produzione
- Richard Marx – produzione, arrangiamento (traccia 1)
- Brian Foraker – ingegneria del suono, missaggio (traccia 1)
- David Cole – produzione, ingegneria del suono, missaggio, arrangiamento (tracce 2, 3, 5, 8-11)
- Rick Neigher – produzione, arrangiamento (tracce 2, 3, 5, 8-11)
- Spencer Proffer – produzione, arrangiamento (tracce 4, 6, 7)
- Hans Peter Huber – ingegneria del suono, missaggio (tracce 4, 6, 7)
- Peter Doell – ingegneria del suono aggiuntiva
- Annette Cisneros, Jimmy Perziosi, Judy Clapp, Mark Stebbeds – assistenti ingegneria del suono
- Greg Fulginiti – mastering presso l'Artisan Sound Recorders, Hollywood, California
- Susanne Marie Edgren, Lewis Kovac – coordinatori di produzione
- Henry Marquez – direzione artistica

## Classifiche

### Classifiche settimanali
| Classifica (1988/89) | Posizione massima |
| -------------------- | ----------------- |
| Finlandia            | 16                |
| Germania             | 39                |
| Regno Unito          | 66                |
| Stati Uniti          | 41                |
| Svezia               | 47                |

### Classifiche di fine anno
| Classifica (1989) | Posizione |
| ----------------- | --------- |
| Stati Uniti       | 91        |